# نیل آیوی
نیل آیوی (انگلیسی: Niele Ivey؛ زادهٔ ۲۴ سپتامبر ۱۹۷۷) بازیکن بسکتبال اهل ایالات متحده آمریکا است.